# Kabinett Sunila II
Das Kabinett Sunila II war das 19. Kabinett in der Geschichte Finnlands. Es amtierte vom 21. März 1931 bis zum 14. Dezember 1932. Das Kabinett bestand aus den Parteien Landbunds (ML), Nationale Sammlungspartei (KOK), Schwedische Volkspartei (RKP) und Nationale Fortschrittspartei (ED).

## Minister
| Ressort                                   | Name                | Partei     | Amtszeitbeginn    | Amtszeitende      |
| ----------------------------------------- | ------------------- | ---------- | ----------------- | ----------------- |
| Ministerpräsident                         | Juho Sunila         | ML         | 21. März 1931     | 14. Dezember 1932 |
| Äußeres                                   | Aarno Yrjö-Koskinen | KOK        | 21. März 1931     | 14. Dezember 1932 |
| Justiz                                    | Toivo Kivimäki      | ED         | 21. März 1931     | 14. Dezember 1932 |
| Inneres                                   | Ernst von Born      | RKP        | 21. März 1931     | 14. Dezember 1932 |
| stellvertretender Innenminister           | Niilo Solja         | KOK        | 21. März 1931     | 3. März 1932      |
| stellvertretender Innenminister           | Karl Lennart Oesch  | unabhängig | 3. März 1932      | 14. März 1932     |
| stellvertretender Innenminister           | Arvo Manner         | unabhängig | 14. März 1932     | 20. Oktober 1932  |
| stellvertretender Innenminister           | Eljas Erkko         | ED         | 25. November 1932 | 14. Dezember 1932 |
| Verteidigung                              | Jalo Lahdensuo      | ML         | 21. März 1931     | 14. Dezember 1932 |
| Finanzen                                  | Kyösti Järvinen     | KOK        | 21. März 1931     | 14. Dezember 1932 |
| Bildung                                   | Antti Kukkonen      | ML         | 21. März 1931     | 14. Dezember 1932 |
| Landwirtschaft                            | Sigurd Mattsson     | ML         | 21. März 1931     | 14. Dezember 1932 |
| stellvertretender Landwirtschaftsminister | Pekka Heikkinen     | ML         | 21. März 1931     | 14. Dezember 1932 |
| Verkehr und öffentliche Arbeiten          | Juho Niukkanen      | ML         | 21. März 1931     | 14. Dezember 1932 |
| Handel und Industrie                      | Axel Palmgren       | RKP        | 21. März 1931     | 14. Dezember 1932 |
| Soziales                                  | Edvard Kilpeläinen  | KOK        | 21. März 1931     | 3. März 1932      |
| Soziales                                  | Erkki Paavolainen   | KOK        | 3. März 1932      | 20. Oktober 1932  |
| Soziales                                  | Kalle Lohi          | ML         | 20. Oktober 1932  | 14. Dezember 1932 |
| Minister ohne Portfolio                   | Eljas Erkko         | ED         | 20. Oktober 1932  | 25. November 1932 |